# نمروت باغداساریان
نمروت هوهانسی باغداساریان (ارمنی: Նեմրութ Հովհաննեսի Բաղդասարյան؛  زادهٔ ۷ آوریل ۱۹۸۸ - درگذشته ۲۴ فوریهٔ ۱۹۰۷) عکاس اهل ارمنستان که از شاهدان نسل‌کشی ارمنی‌ها بود.

## زندگی‌نامه
وی در ۲۴ فوریهٔ ۱۹۰۷ در وان به دنیا آمد . همچنین برندهٔ جوایزی همچون نشان پرچم سرخ کار و چهره فرهنگی شایسته ارمنستان شوروی شده‌است. وی عضو اتحادیه روزنامه‌نگاران اتجاد شوروی بود. وی در دانشگاه دولتی ایروان فعالیت می‌کرد. وی در ۷ آوریل ۱۹۸۸ در سن ۸۱ سالگی در ایروان درگذشت.

## یادداشت
1. ↑  Հերբերտ, Ռոբերտ, Գագիկ, Մելիք, Հերմինե Բաղդասարյաններ
2. ↑  Արման, Արա, Մհեր, Վերջալույս, Ալիս, Մարիամ, Նարինե, Տիգրան, Ծովինար, Հայկ, Վահրամ և Լիլիթ